# Казанский ипподром
Казанский ипподром (Международный конно-спортивный комплекс «Казань») — крупнейший в России и один из крупнейших в Европе ипподромов. Позволяет проводить как скачки, так и бега. Расположен в Советском районе Казани на проспекте Камалеева рядом с жилым массивом Казань - XXI век и небоскребом «Лазурные небеса». Общая площадь комплекса составляет 89,4 га.

## История
История Казанского ипподрома ведёт своё летосчисление от 1868 года, когда на озере Кабан стали проводиться регулярные бега рысаков. На территории между озером и современной улицей Павлюхина сформировался конно-спортивный комплекс. В годы Гражданской войны был основан Татарский государственный конный завод республики. Во времена СССР конный спорт пользовался популярностью вплоть до 1980-х годов. В середине 1990-х интерес к этому спорту возрождается: в 1995 году состоялось открытие обновленного ипподрома на месте старого — были реконструированы конюшни, трибуны, принята программа развития коневодства и конного спорта в Татарстане. В 2005 году к Тысячелетию Казани был открыт современный ипподром на месте Старого аэропорта, прежняя территория ипподрома отдана под жилую застройку. На ипподроме проводятся открытые скачки на призы президентов России и Татарстана и прочие соревнования.

## Технические параметры
Комплекс состоит из шести зон: спортивно-демонстрационной, учебно-тренировочной, хозяйственной, парковой, развлекательно-игровой, а также ипподромного поля.
- Длина скаковой дорожки — 1 800 метров, беговой — 1 600. Площадь конкурного поля — 15 000 м².
- Общая вместительность трибун — 6 000 зрителей (закрытая трибуна на 4000 зрителей и открытая на 2000).